# GHI Bronx Tennis Classic 1996
Il GHI Bronx Tennis Classic 1996 è stato un torneo di tennis facente parte della categoria ATP Challenger Series nell'ambito dell'ATP Challenger Series 1996. Il torneo si è giocato a Bronx negli Stati Uniti dal 12 al 18 agosto 1996 su campi in cemento.

## Vincitori

### Singolare
Tamer El Sawy ha battuto in finale  Pablo Campana con il punteggio di 6–1, 6–4

### Doppio
David DiLucia /  Scott Humphries hanno battuto in finale  Chris Haggard /  Chris Wilkinson con il punteggio di 6–4, 6–1